# Эберле, Роберт

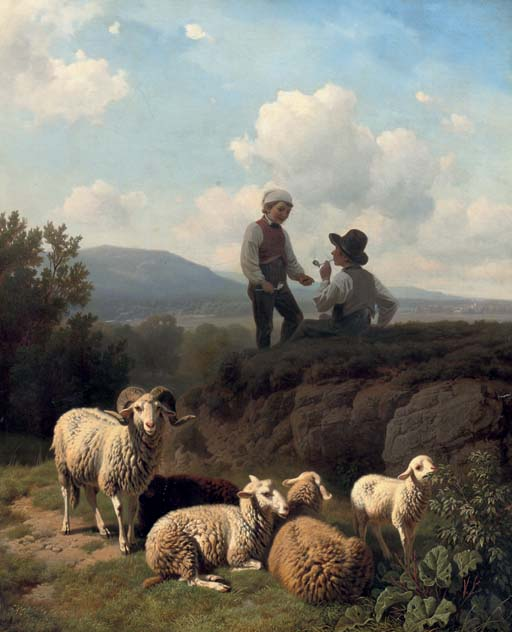
Пастушки и их стадо

Роберт Эберле (нем. Robert Eberle, род. 22 июля 1815 г. Мерсбург — ум. 19 сентября 1860 г. Эберфинг близ Мюнхена) — немецкий художник.

## Жизнь и творчество
Роберт Эберле был учеником швейцарского художника-пейзажиста и анималиста Иоанна Якоба Бидермана в Констанце. В 1830 году уезжает в Мюнхен, где продолжает своё образование у Карла Теодора фон Пилоти и изучает работы Рёйсдаля и Дюжардена. Как художник-реалист быстро завоевал признание. Известен как мастер в изображении жанровых сцен и животных, в первую очередь овец, собак и домашней птицы. 
Погиб в результате несчастного случая, при чистке пистолета. Сын Р. Эберле, Адольф Эберле, также был художником-анималистом. 

## Избранные работы
- Пастух со своим стадом (Ein Hirt bei seinen Schafen)
- Сражённый молнией (Vom Blitz erschlagen) (в Копенгагене)
- Стадо при приближении грозы (Eine Tiergruppe beim Heranziehen eines Gewitters)
- Стадо овец при нападении волков (Eine von Wölfen überfallene Schafherde)
- Загнанная орлом овца (Von einem Adler in den Abgrund gejagte Alpenschafe)
- Пастушка у ручья (Hirtin am Brunnen) (Гамбург, частное собрание)